# Шелли (село)
Шелли (азерб. Şelli) — село в Агдамском районе Азербайджана.

## История
В 1926 году согласно административно-территориальному делению Азербайджанской ССР село входило в состав Агдамского уезда.
Согласно административному делению 1961 и 1977 года село Шелли входило в состав Агдамского района Азербайджанской ССР.
В июле 1993 года бо́льшая часть территории района, включая село Шелли перешла под контроль непризнанной НКР армянских сепаратистов.

### Современный период
После окончания Второй Карабахской войны было подписано заявление о прекращении огня, по условиям которого 20 ноября 2020 года вся территория Агдамского района, включая село, была возвращена Азербайджану.

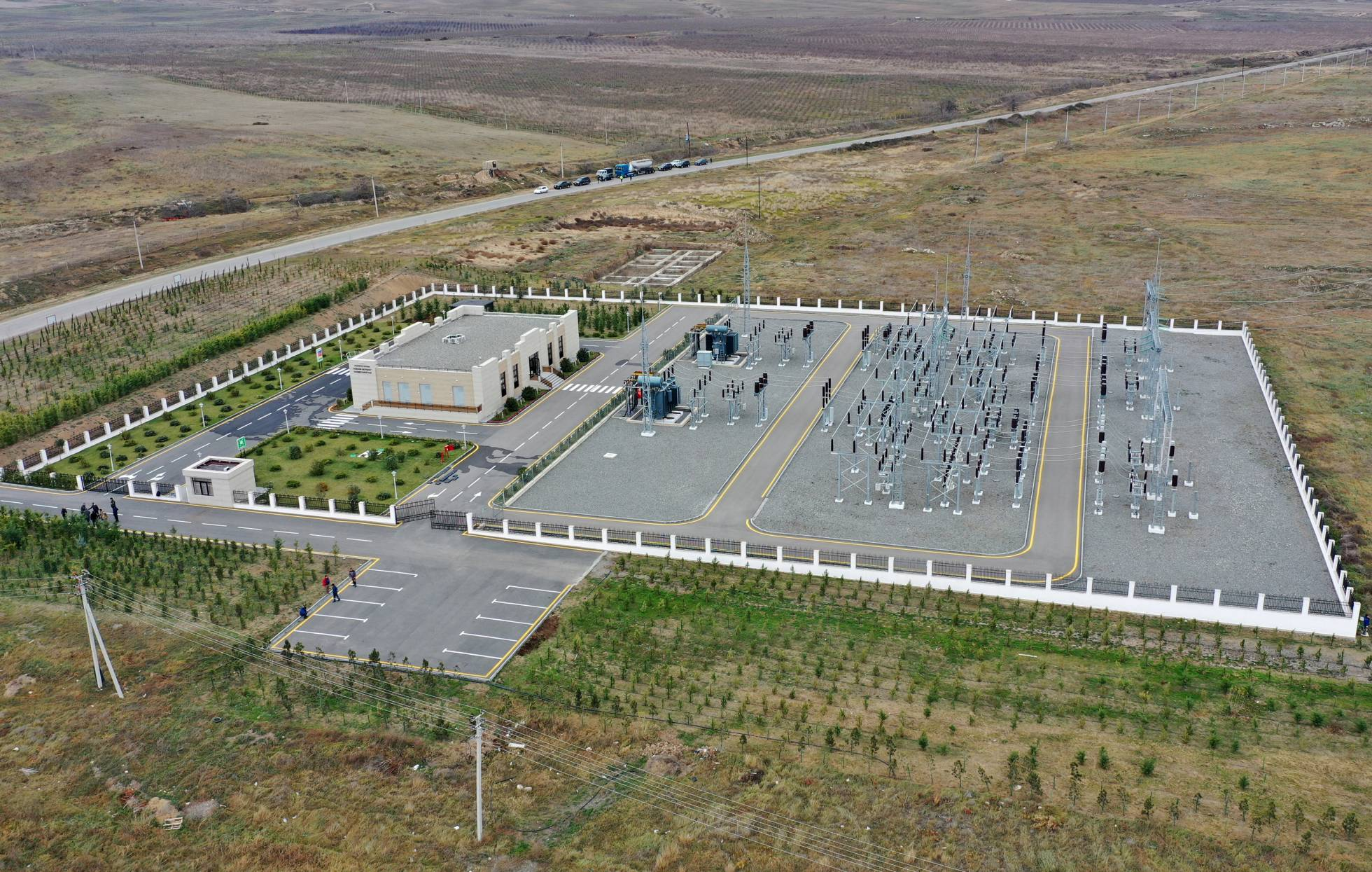
Подстанция «Агдам» 24 декабря 2023

## Инфраструктура
24 декабря 2023 года на территории села введена в эксплуатацию 110/35/10-киловольтная узловая подстанция «Агдам».